# Voskopoja

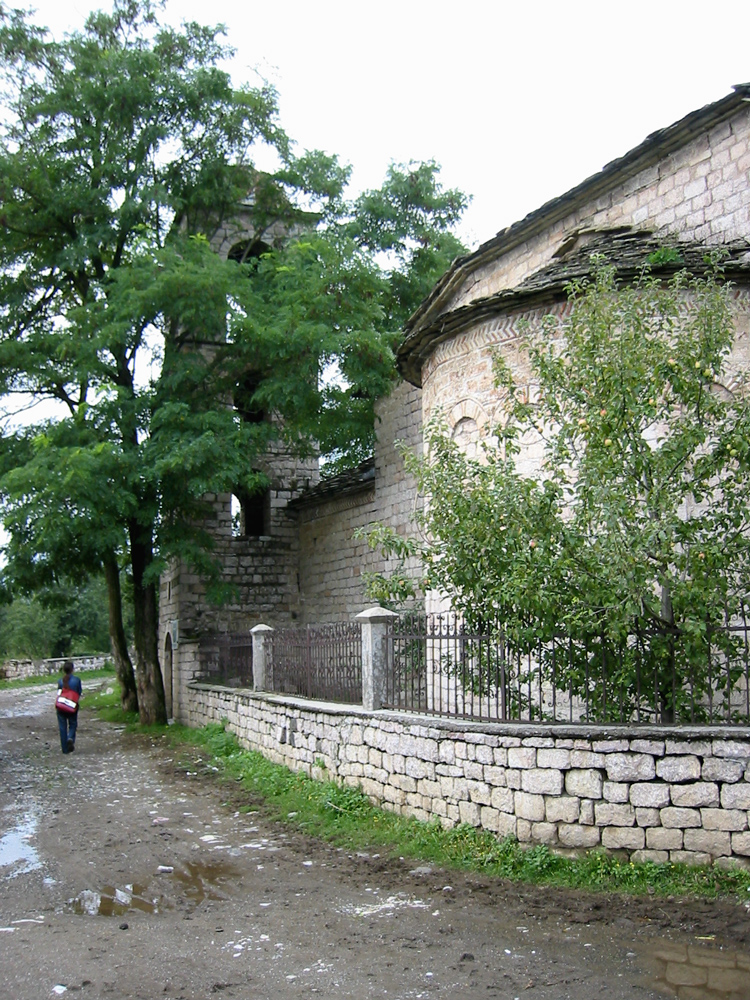
Az 1721-ben épült Szent Miklós-templom apszisa és harangtornya

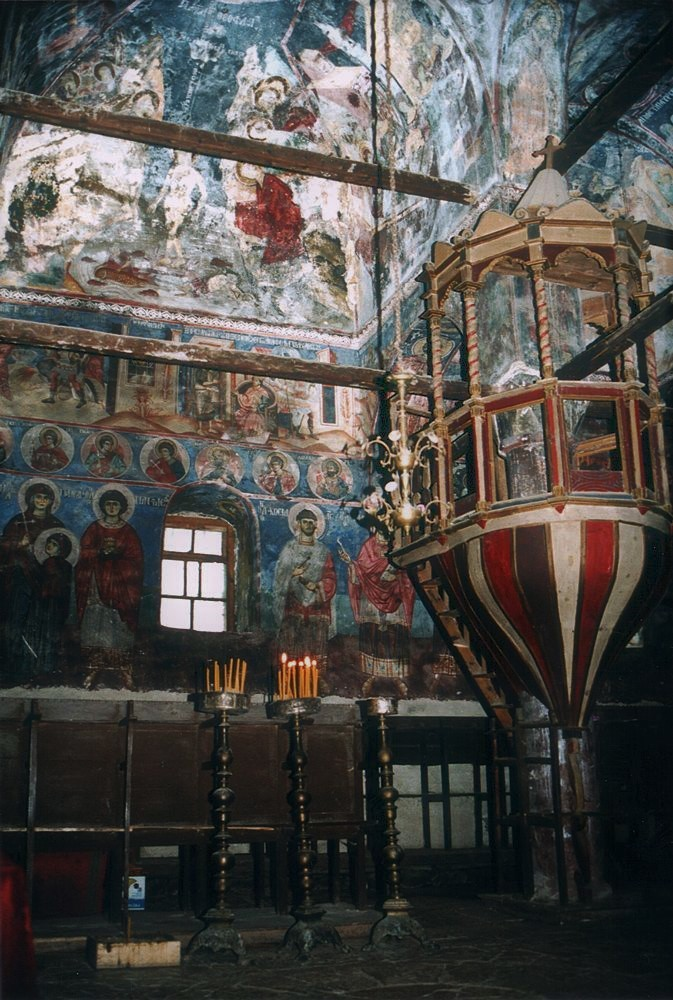
A Szent Miklós-templom belső tere

Voskopoja (albánul: Voskopojë / Voskopoja, görögül: Μοσχόπολη, aromunul Moscopolea vagy Moscopole, szerbül: Москопоље vagy Moskopolje, bolgárul: Москополе) hegyi falu Albánia délkeleti részén, 1160 méteres tengerszint feletti magasságban, Korça kerületben. Lakossága mintegy 700 fő. A 17–18. században az aromunok jelentős gazdasági, kulturális és vallási központja volt. Ma lakói mezőgazdasági tevékenységet folytatnak, s a turistákat vonzó fejlesztések is folynak.

## Története
A kietlen hegyvidéki környezetben megtelepedett várost a 14. századból említik először a krónikák Moschopolis néven. Az itt élő aromunok kiterjedt kereskedelmi tevékenységének köszönhetően az 1760-as években élte virágkorát. A pezsgő gazdasági életű város kapcsolatokat tartott fenn Konstantinápollyal, Velencével és Lipcsével. Lakossága 1750-ben a 45 000-et, 1788-ban a 60 000-et is elérte, ami a korabeli Balkán-félszigeten valóban nagyvárosnak számított. A virágzó Moscopolea lakosságának döntő hányada ortodox vallású aromun volt, de görögök, albánok, bolgárok is nagy számban éltek a városban. Volt huszonhat temploma, kolostorai, bankjai, sőt felsőfokú tanintézménye is: az 1744-ben alapított keresztény Hellenikon Frontisterion. Itt nyílt meg a Balkán első nyomdája, amely a kulturális felvirágzás évtizedeiben helyi szerzők műveit adta ki görög és görög betűs aromun nyelven. 1770-ben itt jelent meg a modern balkáni nyelvek – görög, albán, aromun, bolgár – első szótára.
Első ízben 1769-ben dúlták fel a törökök a várost, majd többszöri fosztogatásukat követően 1788-ban Ali Tepeleni pasa albán csapatai felégették, s a földdel tették egyenlővé Moscopoleát. A túlélők javarésze Görögországba, Szerbiába, Romániába és Bulgáriába menekült, de a gazdagabb kereskedőcsaládok a Monarchiában, Bécsben, Pest-Budán és Erdélyben találtak új otthonra.
A városba soha nem tért vissza a régi, dicsőséges múlt, a Balkán-háború során, az első és a második világháborúban további pusztításokat kellett elszenvednie. Napjainkra kis hegyi falu lett, ahol az egykori nagyvárosról mindössze hét ortodox templom árulkodik (Szent Miklós-, Szűz Mária mennybemenetele, Mihály és Gábriel arkangyalok, Szent Atanáz-, Szent Éliás-, Szent Haralambusz-templomok). A falu legszebb ma is látható emléke az 1721-ben épült Szent Miklós-templom (Kisha e Shën Kollit), figyelemreméltóak freskói is. A többi templom szerkezetileg ép, de belső terük romos állapotban van. Aromun szót ma is hallani a falu utcáin. 2002-ben Voskopoját a New York-i székhelyű World Monuments Fund (WMF) felvette a száz legveszélyeztetettebb történeti emlék listájára.